# Казяш
Казяш — река в России, протекает по Мишкинскому району Башкортостана. Длина реки составляет 24 км, площадь водосборного бассейна 148 км².
Начинается северо-западнее села Михайловка. Течёт на юг, мимо села Укозяш, затем между Малонакаряково и Староарзаматово пересекает автодорогу Р-317, далее протекает через липово-осиновый лес. Устье реки находится в 95 км по правому берегу реки Бирь на высоте около 122 м над уровнем моря.

## Данные водного реестра
По данным государственного водного реестра России относится к Камскому бассейновому округу, водохозяйственный участок реки — Белая от города Бирск и до устья, речной подбассейн реки — Белая. Речной бассейн реки — Кама.
Код объекта в государственном водном реестре — 10010201612111100025421.